# Metahuntemannia mediterranea
Metahuntemannia mediterranea är en kräftdjursart som beskrevs av Soyer 1970. Metahuntemannia mediterranea ingår i släktet Metahuntemannia och familjen Huntemanniidae. Inga underarter finns listade i Catalogue of Life.